# Liste der Monuments historiques in Tannois
Die Liste der Monuments historiques in Tannois führt die Monuments historiques in der französischen Gemeinde Tannois auf.

## Liste der Immobilien
| Bezeichnung      | Beschreibung                                                 | Standort                 | Kennzeichnung | Schutzstatus | Datum | Bild |
| ---------------- | ------------------------------------------------------------ | ------------------------ | ------------- | ------------ | ----- | ---- |
| Menhir La Queue  | aus der Jungsteinzeit; auch auf dem Gebiet von Nant-le-Grand | südlich des Ortes (Lage) | PA55000029    | Inscrit      | 2000  |      |
| Menhir La Chèvre | aus der Jungsteinzeit; auch auf dem Gebiet von Nant-le-Grand | südlich des Ortes (Lage) | PA55000030    | Inscrit      | 2000  |      |

## Liste der Objekte
| Bezeichnung                            | Beschreibung                           | Standort                       | Kennzeichnung | Schutzstatus | Datum | Bild |
| -------------------------------------- | -------------------------------------- | ------------------------------ | ------------- | ------------ | ----- | ---- |
| Tabernakel mit Expositionsnische       | Kalkstein, bezeichnet 1696             | in der Kirche St-Martin (Lage) | PM55000614    | Classé       | 1980  |      |
| Skulptur Madonna mit Kind und Vogel    | Stein, farbig gefasst, 15. Jahrhundert | in der Kirche St-Martin (Lage) | PM55000613    | Classé       | 1980  |      |
| Kruzifix                               | Holz, 18. Jahrhundert                  | in der Kirche St-Martin (Lage) | PM55000615    | Classé       | 1980  |      |
| Pietà                                  | Stein, farbig gefasst, 16. Jahrhundert | in der Kirche St-Martin (Lage) | PM55000612    | Classé       | 1980  |      |
| Reliquienbüste des heiligen Bonifatius | Holz, farbig gefasst, 18. Jahrhundert  | in der Kirche St-Martin (Lage) | PM55002403    | Inscrit      | 1979  |      |